# 53式步騎槍
53式步騎槍是一款由中華人民共和國生产的M44卡賓槍仿制型，於1953年定型生产，故名。

## 設計
53式步騎槍仿製自蘇聯莫辛-納甘M1944卡賓槍，是中国人民解放军列裝的第一款栓動式步槍／卡賓槍，它可裝填5發7.62×54毫米R子彈。

## 歷史
莫辛-納干步槍在中華民國成立以前早已被清政府零星引入或繳獲。中國人偏愛稱新式彈倉步槍為「連珠槍」，至於莫辛-納干步槍被稱為「水連珠」最早大概可以延伸到1900年的義和團時期。在義和團之亂期間，俄國派出大軍進占中國東北，並和清軍及抗俄義勇軍多次作戰，由於當時中國人接觸的大多是使用老式黑火藥槍彈的單發步槍，而俄國人則使用發射無煙火藥槍彈的莫辛步槍，中國人使用老式黑火藥槍彈的步槍發射時槍聲沈悶，硝煙經久不散，而相比之下“水連珠”不僅煙霧少，而且槍聲清脆，加上其栓動式槍機以及彈倉式連發的設計令其供彈和發射動作乾脆利落，連續發射時如同水珠濺落，故得此名。
1904到1905年日俄战争，俄军出动近百万兵力，在中国东北战败后，俄军大量的水连珠步枪遗落在东北民间。第一次世界大战时爆发俄国十月革命，众多白俄军队被苏俄红军击败流亡到中国，成建制地使用着水连珠步枪，参与中国内乱，编入新疆省军、直鲁军阀张宗昌等各地部队中。當時中國的莫辛-納干步槍又名為「水連珠」。东北军阀张作霖，就至少有三次购进莫辛纳甘步枪，分别是1922年7月通过日本掮客购买31 000支、1922年10月从溃败到海参崴的捷克军团手中购买30000支、1924-1925年间通过德国掮客购买35000支。
目前国民政府可考証採用莫辛-納干步槍的歷史大約可追溯到第一次國共合作期間。1924年10月初，苏联商船运送八千支步枪到广州黄埔港，装备了黄埔一期在内的广州国民政府领导的“革命军”，随即军事镇压了广州商团事变。除國民革命軍外，北方的馮玉祥部隊在蘇聯的援助下也獲得了大量莫辛-納干步槍。毛以亨回忆录载，仅在五原誓师前夕他亲眼目睹的一次，就有步枪20万支，以“日造三八式最多，俄造连珠枪次之”。時任國民革命軍第七軍軍長的李宗仁在回憶錄中有提到第七軍「由駐粵辦事處領到了蘇制七七口徑步槍一千把」。這批步槍成為後來北伐戰爭時的重要裝備，但後來國共決裂後蘇援也告中斷。
第二次中日戰爭爆發後，國民政府即派杨杰赴莫斯科签订《中苏互不侵犯条约》并获得苏联大批军事援助。1939年第三期貸款第一個合同中引進了5萬把莫辛-納干步槍。苏援武器装备了第一军、第二军、第五军、第七十一军、第七十四军、第八十五军，被称为苏械军，其中包括了国民政府军事委员会直辖四大攻击军。
中華人民共和國成立後不久便爆發了韓戰，中蘇簽訂採購36個師的武器協定，其中包括莫辛-納干步槍。中國人民志願軍最著名的狙擊手張桃芳所使用的其中一種武器是莫辛-納干M1944卡賓槍（此槍收藏在中國人民革命軍事博物館）。在中蘇關係高峰期蘇聯將M1944卡賓槍生產設備與技術資料賣給中國，後者於1953年開始製造M1944卡賓槍，中國人民解放軍稱這些仿製型為「53式步騎槍」。53式步騎槍除槍托使用木質不同外，其他方面均與蘇聯製造的莫辛-納干M1944型步槍沒有顯著的差異。雖然中國人民解放軍於1957年開始換裝56式半自動步槍（SKS半自動步槍的仿製版本），53式步騎槍直到1970年代仍然繼續為中國大陸民兵部隊使用。文化大革命時期的紅衛兵也曾使用53式步騎槍。
越戰期間，美軍在越南南方民族解放陣線（越共）游擊隊及越南人民軍手上發現數量不少、來自中國大陸的53式步騎槍，當中北越軍隊把它們作槍榴彈發射器使用，採用他們仿自美國的M7槍榴彈發射器及M9A1槍榴彈。
在中蘇交惡後中華人民共和國改與阿爾巴尼亞交好，並於1960年代以軍事援助之名義向其供應了大量53式步騎槍。部份後來於科索沃戰爭期間被阿爾巴尼亞政府轉交給科索沃解放軍使用。
在美國入侵格瑞那達期間，美國海軍陸戰隊也繳獲過53式步騎槍，不排除這批武器是由古巴提供。

## 使用國
- 阿尔巴尼亚
- 柬埔寨
- 中华人民共和国
- 古巴
- 坦桑尼亚
- 越南